# Koninklijke Nederlandse Redding Maatschappij

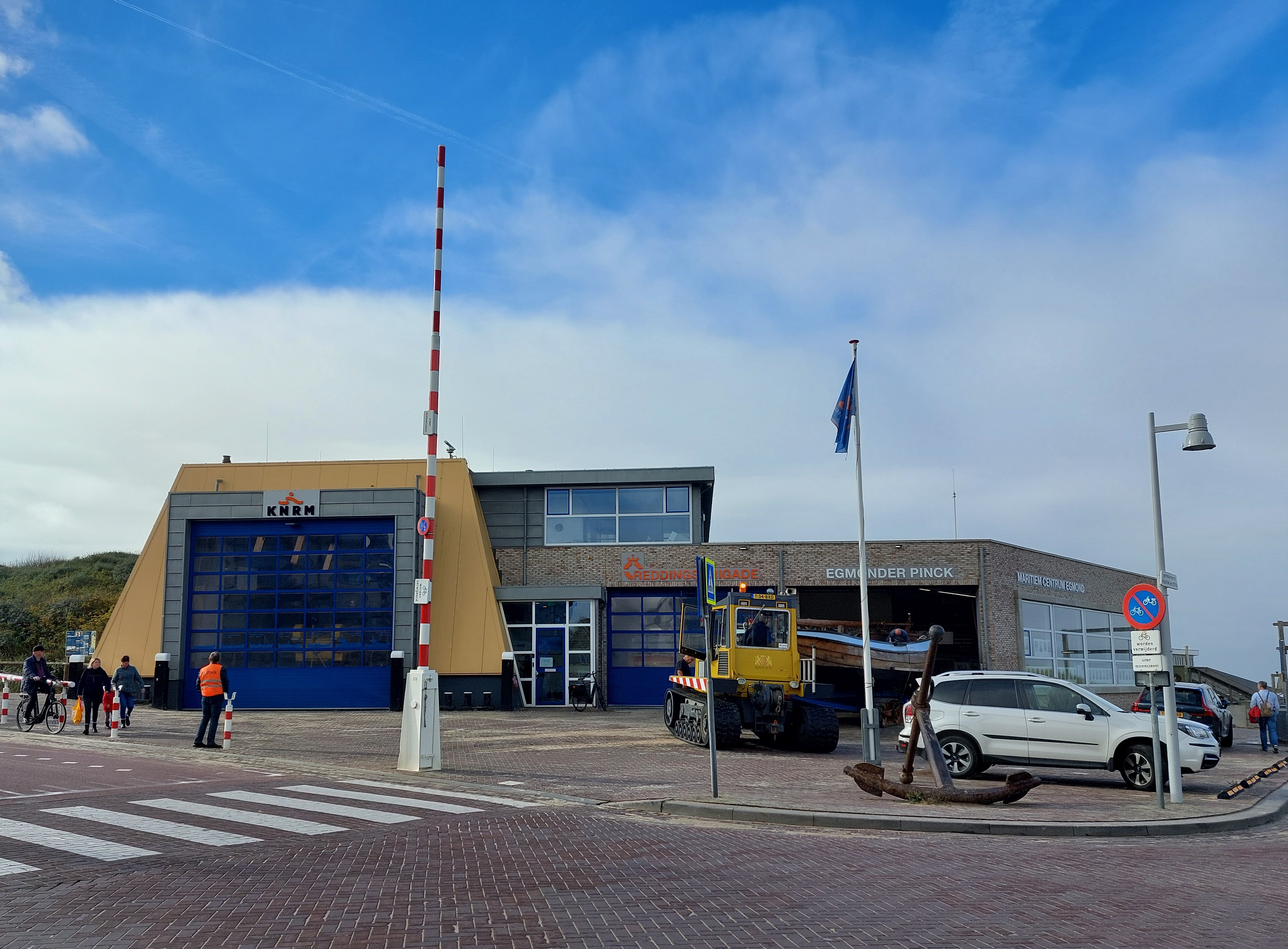
Maritiem Centrum Egmond met links de K.N.R.M.

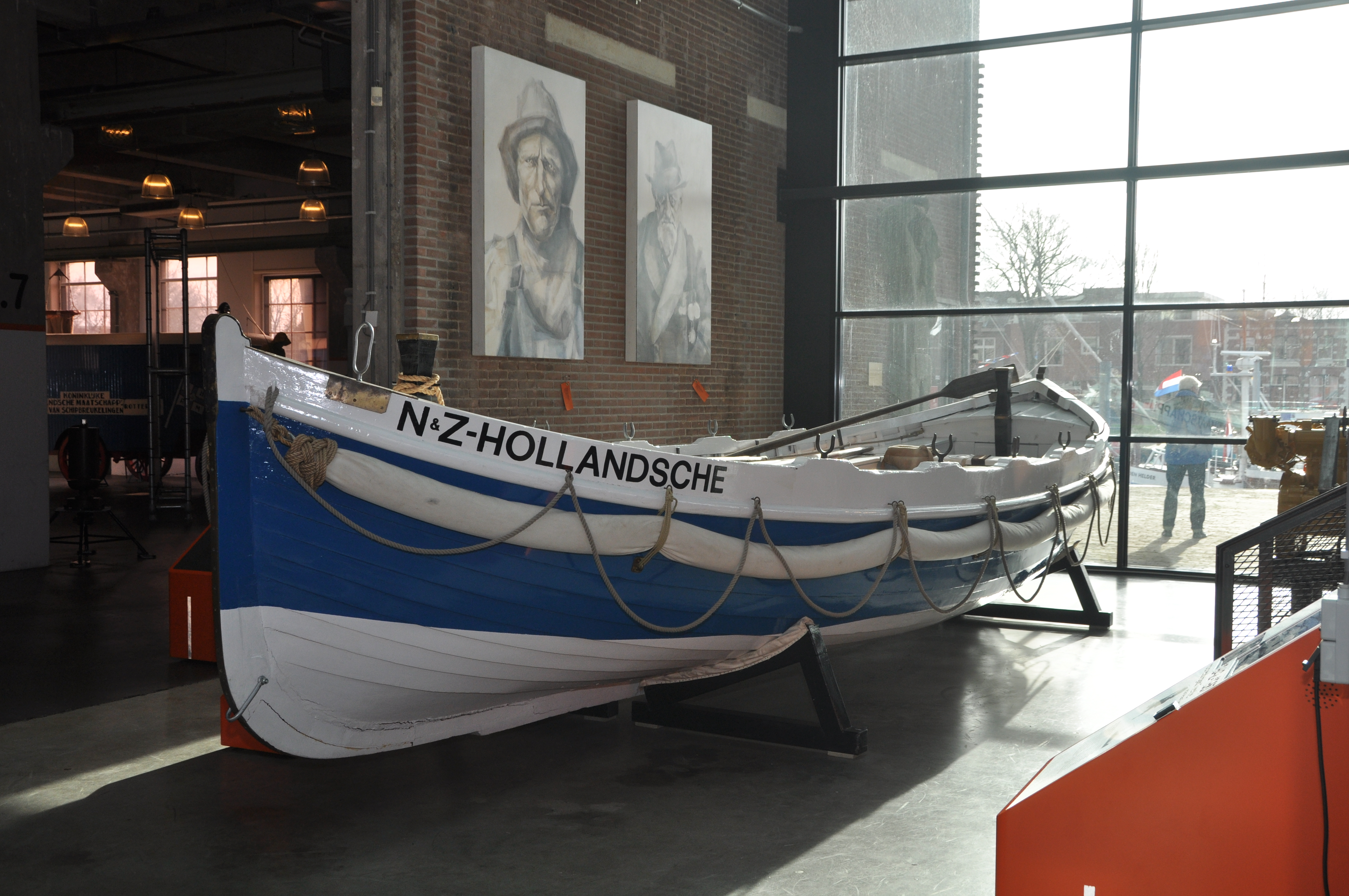
Roeireddingboot no. 15 in het Nationaal Reddingmuseum Dorus Rijkers in Den Helder in 2017

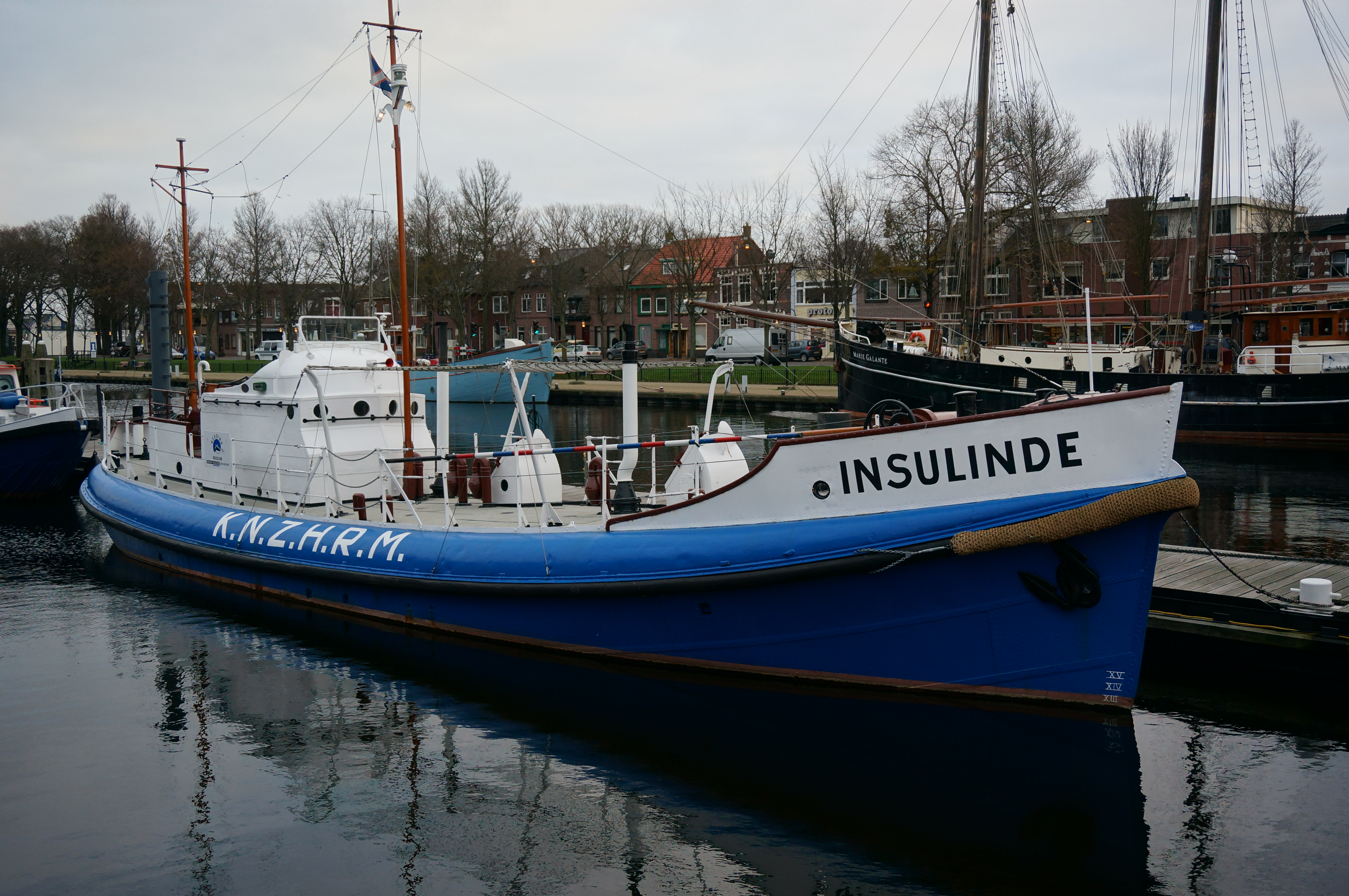
KNRM-reddingboot Insulinde in het Nationaal Reddingmuseum Dorus Rijkers in Den Helder

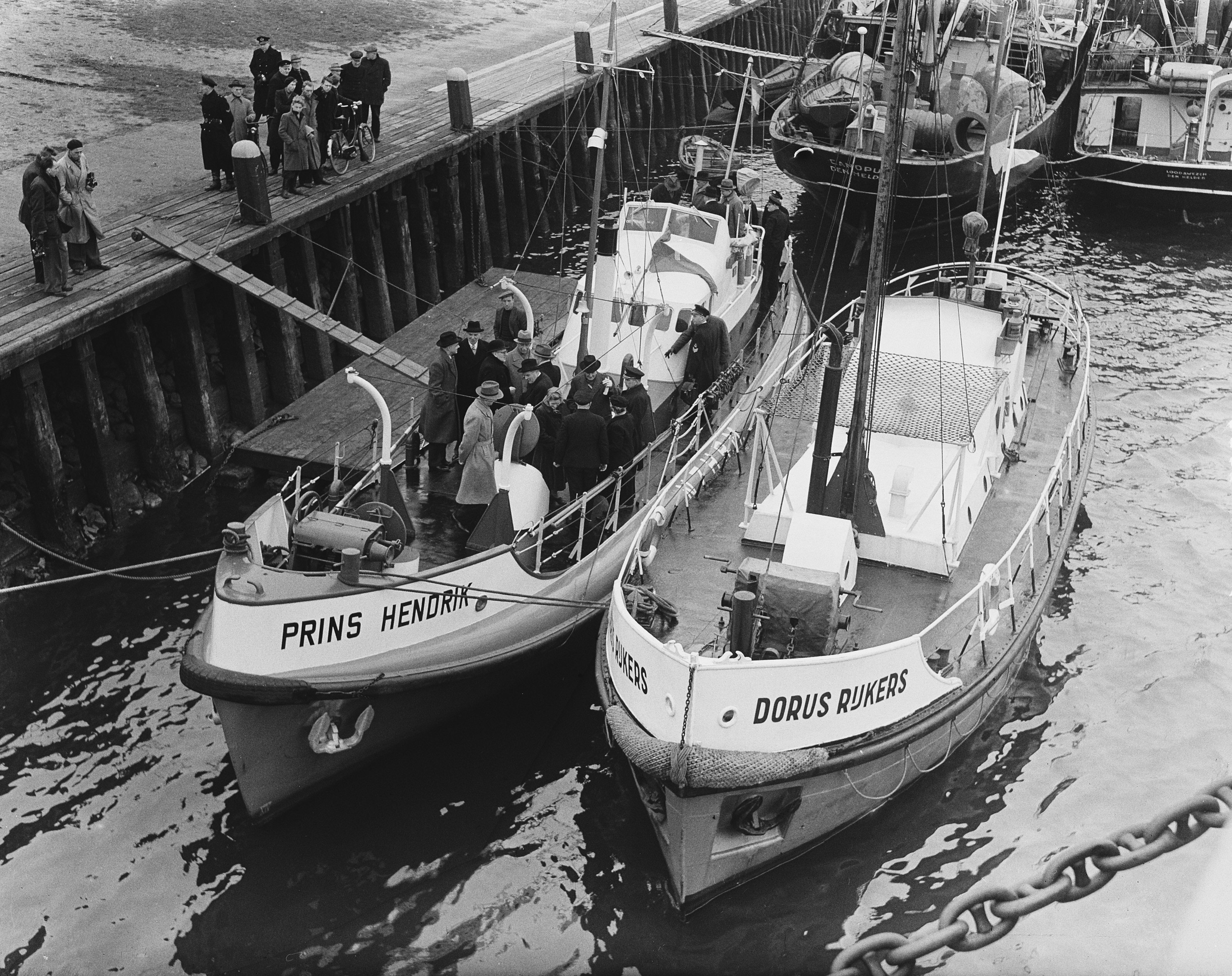
De Prins Hendrik, op 8 maart 1952 de nieuwe KNRM-reddingboot in Den Helder. Hier samen op de foto met de oude KNRM-reddingboot Dorus Rijkers uit 1923

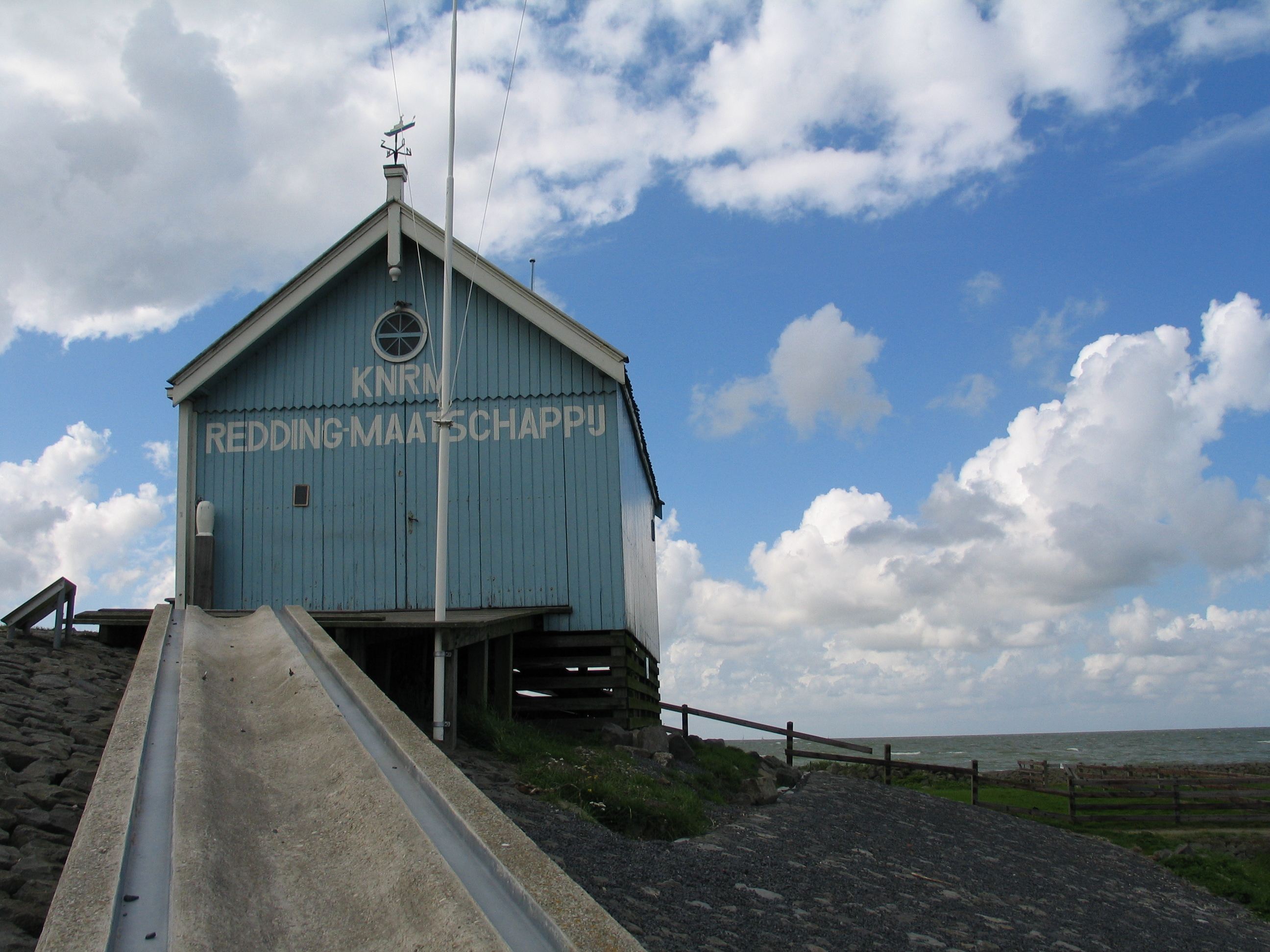
Oud KNRM-gebouwtje in Hindeloopen

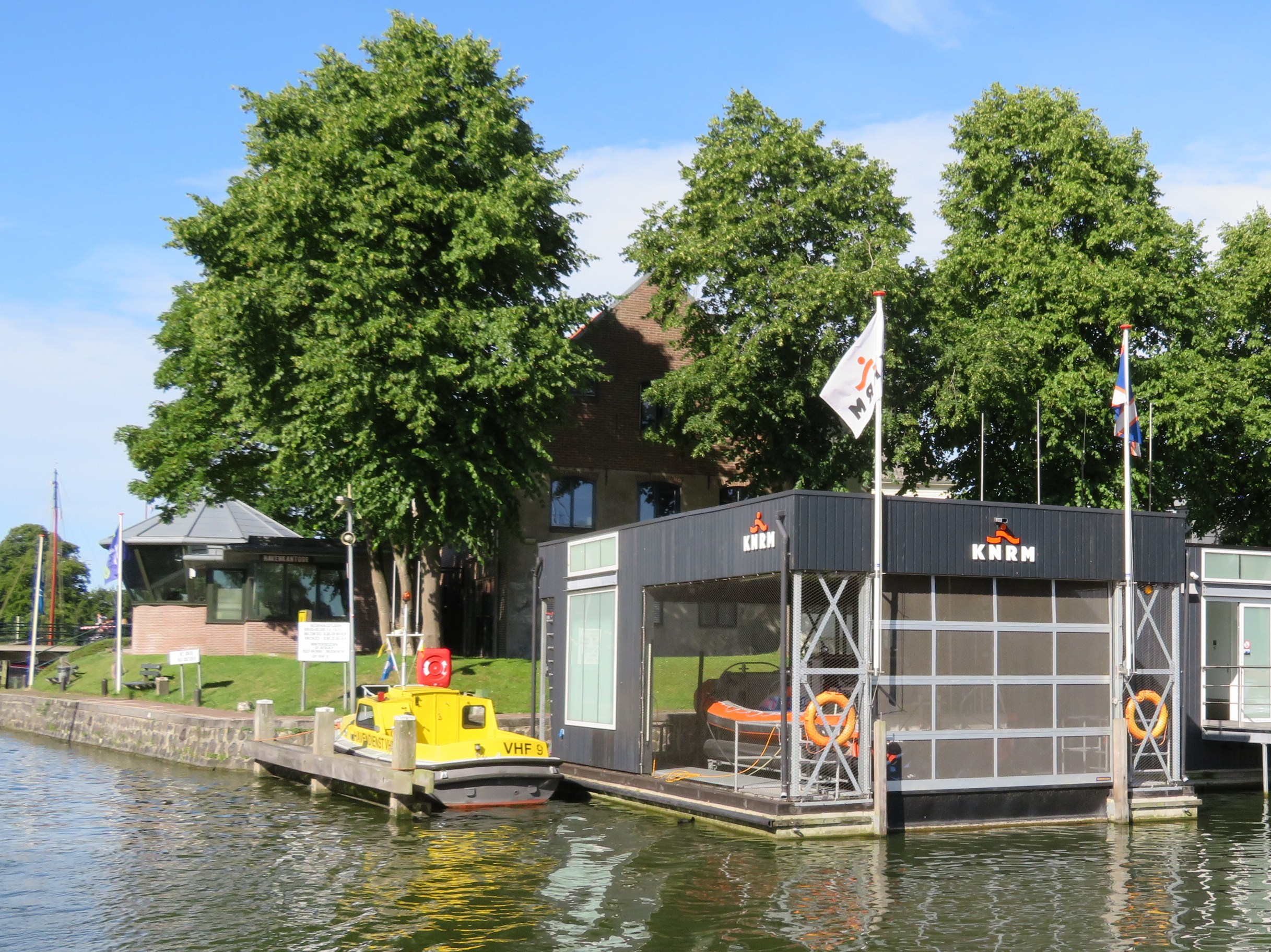
KNRM in Medemblik

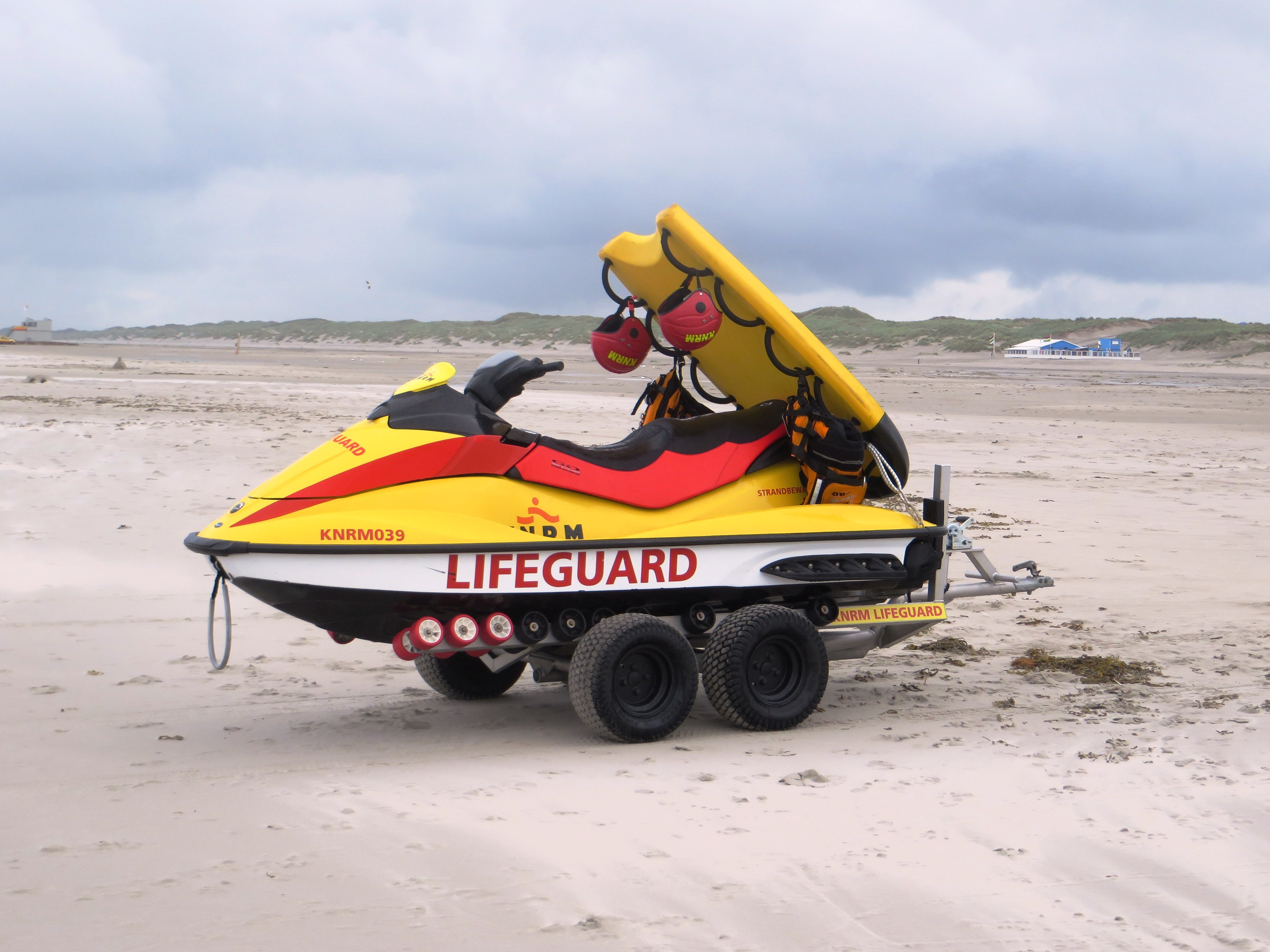
KNRM-waterscooter op Terschelling in 2015

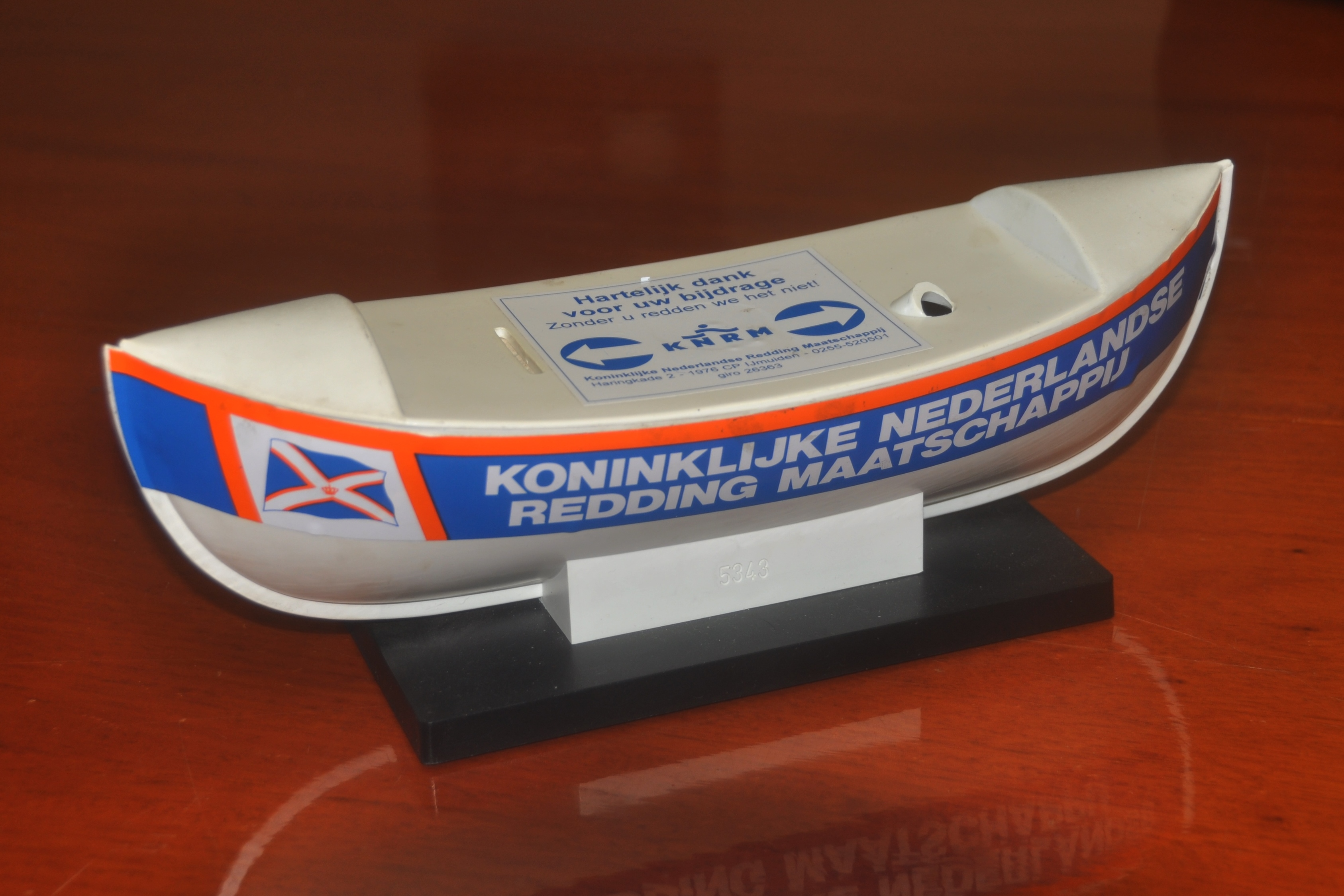
Het collectebootje van de KNRM

De Koninklijke Nederlandse Redding Maatschappij (KNRM) is een particuliere stichting voor het verlenen van hulp aan in nood verkerende mensen en schepen langs de Nederlandse kust. De oudste voorganger van deze reddingmaatschappij is opgericht op 11 november 1824. De aanleiding daarvoor was een scheepsramp voor de kust van Huisduinen op 14 oktober van dat jaar waarbij drie schipbreukelingen en zes redders het leven lieten. De organisatie is onderdeel van het Nederlandse reddingwezen.
Vrijwilligers van de KNRM zijn 24 uur per dag beschikbaar voor het uitvoeren van opsporing en reddingsactiviteiten en andere hulpverleningstaken op het water in opdracht van de Nederlandse Kustwacht.
Aanvankelijk lag de nadruk van het werk op reddingactiviteiten ten behoeve van de beroepsvaart, doch in de loop der tijd wordt steeds meer hulp verleend aan watersporters. Schepen van de KNRM kwamen in 2017 2.119 keer in actie, daarbij werd aan 3.521 mensen en 78 dieren hulp verleend.

## Geschiedenis
De KNRM is in 1991 ontstaan uit een fusie tussen de op 11 november 1824 opgerichte Koninklijke Noord- en Zuid-Hollandsche Redding-Maatschappij (KNZHRM) - eerder NZHRM geheten(initiatiefnemer Barend van Spreekens) - en de op 20 november 1824 opgerichte Koninklijke Zuid-Hollandsche Maatschappij tot Redding van Schipbreukelingen (KZHMRS) (initiatiefnemer Willem van Houten). Laatstgenoemde organisatie nam het gebied ten zuiden van Scheveningen voor zijn rekening; eerstgenoemde het noordelijke deel van de Noordzeekust en het IJsselmeer.

## Technische ontwikkeling
De reddingboten hebben in de loop van de tijd een sterke technische ontwikkeling doorgemaakt. Aanvankelijk werd gebruikgemaakt van Groenlandse sloepen, die in zware zeegang snel omsloegen. Speciaal gebouwde reddingssloepen (afgeleid van het Engelse Beeching-Peake-type, voorzien van luchtkasten aan de bovenzijde van de voor- en achtersteven) vormden (vanaf de jaren zestig van de negentiende eeuw) een duidelijke verbetering. Doordat deze boten geroeid werden, duurde het vaak lang voordat een reddingboot een in nood verkerend schip bereikt had. Met de komst van (relatief) snelle motorreddingboten in de jaren 10 van de twintigste eeuw kon deze tijd aanmerkelijk bekort worden.
Een grote innovatie werd gevormd door de zelfrichtende reddingboot: hierbij zorgde een stelsel van kleppen ervoor dat asymmetrische tanks in het schip bij het omslaan volliepen, waardoor het schip doordraaide en zich daarna weer oprichtte. Het eerste schip van dit type, de Insulinde, bevindt zich nu in de collectie van het Nationaal Reddingmuseum Dorus Rijkers in Den Helder. Dit principe is sedert de jaren 30 steeds toegepast, ook bij de in de jaren 60 en 70 gebouwde schepen.
Vanaf de jaren 1980 werd het bouwprogramma gericht op kleinere doch snelle motorboten van het type rigid inflatable of RIB: een planerende romp, rondom voorzien van een luchtgevulde rubberen tube. Deze boten worden veelal voortgestuwd met waterjets. Hierbij zijn er geen schroeven die buiten de romp uitsteken. Schroefschade bij opereren in ondiep water behoort daarmee tot het verleden (hoewel de schroeven van reddingboten in een soort tunnel waren geplaatst, en daarmee minder kwetsbaar waren, was het risico van beschadiging niet geheel afwezig). Een nadeel is het betrekkelijk lage rendement. Dit wordt ondervangen door, voor schepen van deze afmetingen, zeer sterke motoren: bij het grootste scheepstype, met een lengte van bijna 19 meter, bedraagt het motorvermogen 2 × 735 kilowatt. Hiermee worden op vlak water topsnelheden bereikt tot 34 knopen (circa 65 km/h). Voor de dienst op kleinere stations zijn diverse kleinere typen gebouwd, die bij stations zonder haven in een botenhuis zijn gestationeerd, op een bootkar. Ze kunnen met behulp van een tractor vanaf het strand worden gelanceerd. In 2015 werd een revolutionair type reddingboot in dienst genomen. Deze Nh1816 heeft een rompvorm van het model bijlboeg waardoor het schip in slecht weer comfortabeler vaart op hoge snelheid.
De KNRM heeft 45 reddingstations in een groot aantal plaatsen aan de Nederlandse kust, de Zeeuwse Delta, aan het IJsselmeer en de Randmeren rond Flevoland. Op 10 reddingstations vaart de KNRM met een beroepsschippers, doch het overige personeel bestaat uit vrijwilligers (ca.1.500 personen). Er zijn totaal 77 reddingboten in de vloot.
De KNRM werkt bij zijn activiteiten nauw samen met organisaties als de Kustwacht, de Reddingsbrigade, de Koninklijke Marine, de Koninklijke Luchtmacht en het Korps landelijke politiediensten.

## Onderscheidingen van de reddingmaatschappijen

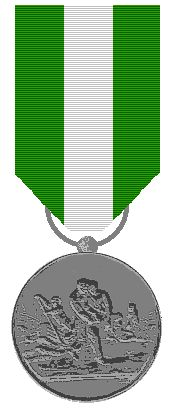
Medaille van de Maatschappij tot Redding van Schip-
breukelingen

De Medaille van den Noord- en Zuid-Hollandsche Redding Maatschappij, later de Koninklijke Noord- en Zuid-Hollandsche Redding Maatschappij werd in 1840 door het bestuur van deze vereniging die zich richtte op het redden van schipbreukelingen ingesteld. De overheid en de burgerij wilden een mentaliteitsverandering bewerkstelligen. In eerdere eeuwen bekommerden de bewoners van vissersdorpen zich uitsluitend om het jutten en het leegroven van wrakken. Men liet de in moeilijkheden gekomen opvarenden van schepen verdrinken en stak geen hand naar ze uit.
De Medaille van de Maatschappij tot Redding van Schipbreukelingen werd in 1838 door de toen nog niet Koninklijke Zuid-Hollandsche Maatschappij tot Redding van Schipbreukelingen ingesteld. Voorbeelden waren de medailles, het waren legpenningen, van de Maatschappij tot Redding van Drenkelingen die sinds 1767 een legpenning gaf aan redders van mensen die in een gracht of sloot dreigden te verdrinken en de in Engeland door particulieren ingestelde medaille van de Royal National Lifeboat Institution die sinds 1824 werd uitgereikt.
Later volgden onder meer de Medaille voor trouwe dienst van de Koninklijke Zuid-Hollandsche Maatschappij tot Redding van Schipbreukelingen en de Herinneringsmedaille 1940-1945 van de Koninklijke Zuid-Hollandsche Maatschappij tot Redding van Schipbreukelingen. In 1991 werd de Medaille van de Koninklijke Nederlandse Redding Maatschappij in drie graden ingesteld.

## Monument voor verdronken redders
Sinds 1824 verloren 69 redders het leven tijdens reddingsacties door het kapseizen van de reddingboot of het overboord slaan van bemanningsleden tijdens stormweer. Het laatste fatale incident voltrok zich in 1981. De redders worden herdacht met een Nationaal Monument voor het Reddingswezen op het Helden der Zeeplein in Den Helder. Het monument, met carillon werd in 1934 door Koningin Wilhelmina onthuld. Een naamlijst van de verdronken redders staat vermeld op de website van de KNRM.

## Reddingmuseum
De historie van het Nederlandse reddingswezen wordt beheerd en tentoongesteld in het Nationaal Reddingmuseum Dorus Rijkers in Den Helder. Hier liggen diverse oude reddingboten en wordt de ontwikkeling van het reddingswerk getoond op een interactieve manier. Het Reddingmuseum is genoemd naar Dorus Rijkers (1847-1928), een van de beroemdste redders uit de historie, die als schipper van de roeireddingboot van Den Helder tussen 1886 en 1911 493 schipbreukelingen heeft gered.

## Strandbewaking
Sinds 2010 doet de KNRM ook de strandbewaking op de Friese Waddeneilanden. Deze tak heet KNRM Lifeguards Hiervoor zijn circa 100 KNRM strandwachten opgeleid die voldoen aan de internationale eisen. In 2016 werden op 10 reddingsposten door de strandwachten 1.840 hulpverleningen verricht. Per 2015 maakt ook de Wassenaarse Reddingsbrigade gebruik van de diensten van de KNRM.
De life guards maken gebruik van 130 pk sterke waterscooters, maar ook kunnen zij reddingen uitvoeren met een zogeheten paddleboard (een soort van surfplank) of tubes (een schuimrubberen band). Door gebruik van geel-rode vlaggen wordt een zwemmersgebied aangegeven. Badgasten worden uitgenodigd tussen deze vlaggen te zwemmen omdat het strand daar beveiligd wordt.

## Inkomsten
De KNRM steunt vooral op giften van donateurs, nalatenschappen, sponsoring, subsidies en de inzet van ruim 1.300 vrijwillige bemanningen en medewerkers. Sinds 1824 worden reddingboten gebouwd dankzij genereuze schenkingen. De namen van de reddingboten hebben daardoor altijd een relatie met de schenker of erflater. Zij ontvangt door eigen fondsenwerving gemiddeld 10 miljoen euro en uit nalatenschappen 4 miljoen euro. De KNRM ontvangt in geringe mate ook subsidie van de staat en van Europa.

## Dochteronderneming
De KNRM heeft een dochteronderneming samen met de STC-Group. Deze opende op 27 juni 2013 een drijvend oefenbassin in de Heysehaven in Heijplaat (Rotterdam). In het bassin kunnen stormen met windkracht 8 en slagregens worden gesimuleerd, terwijl een golfmachine golven van anderhalve meter opwekt. In dit offshore safety opleidingscentrum STC-KNRM worden de vrijwilligers van de KNRM opgeleid en geoefend in kapseisontsnappingstrainingen en eigen veiligheidsprocedures.

## Diverse reddingboten

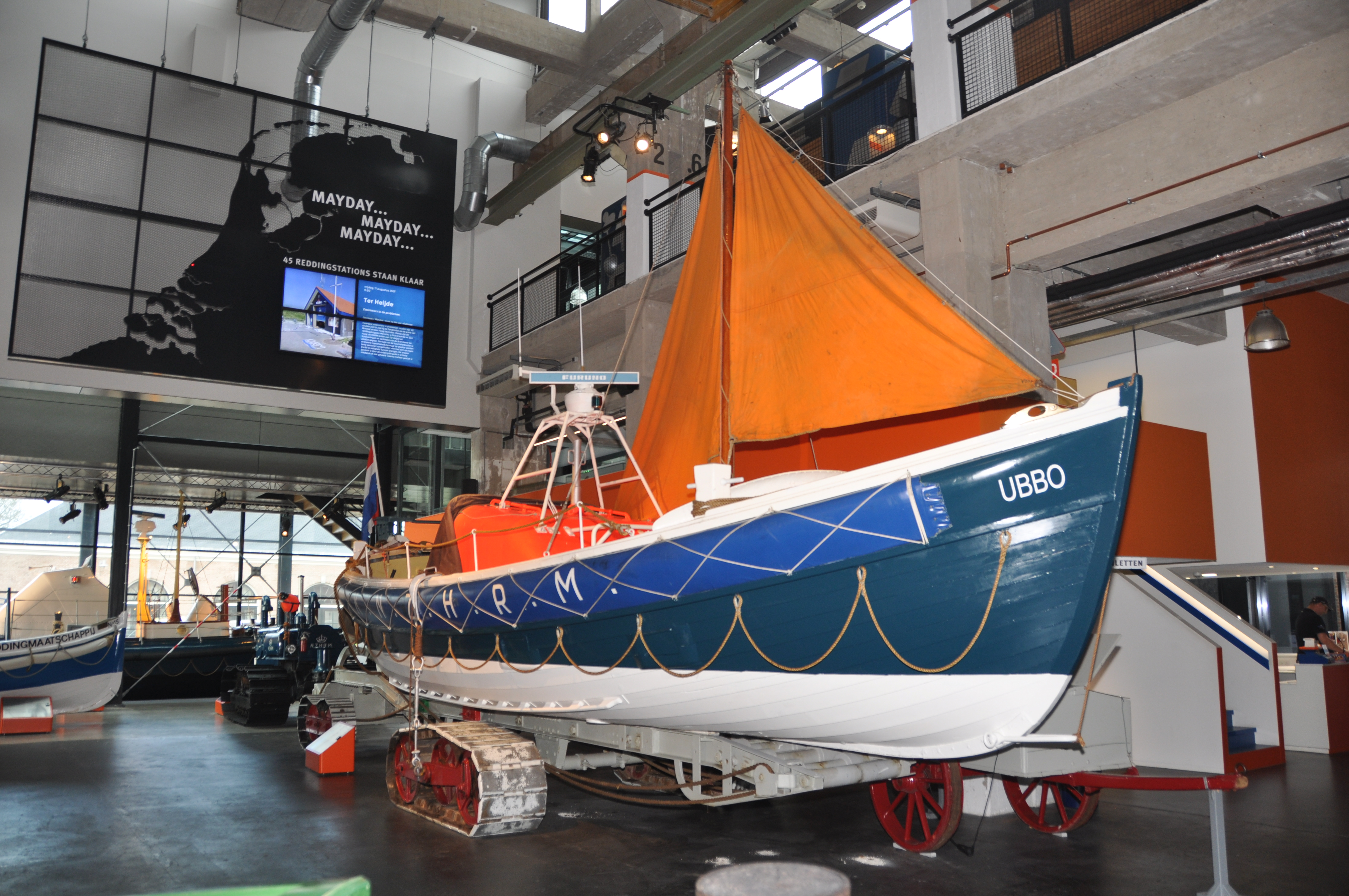
KNRM-reddingboot Ubbo in het Nationaal Reddingmuseum Dorus Rijkers in Den Helder in 2017
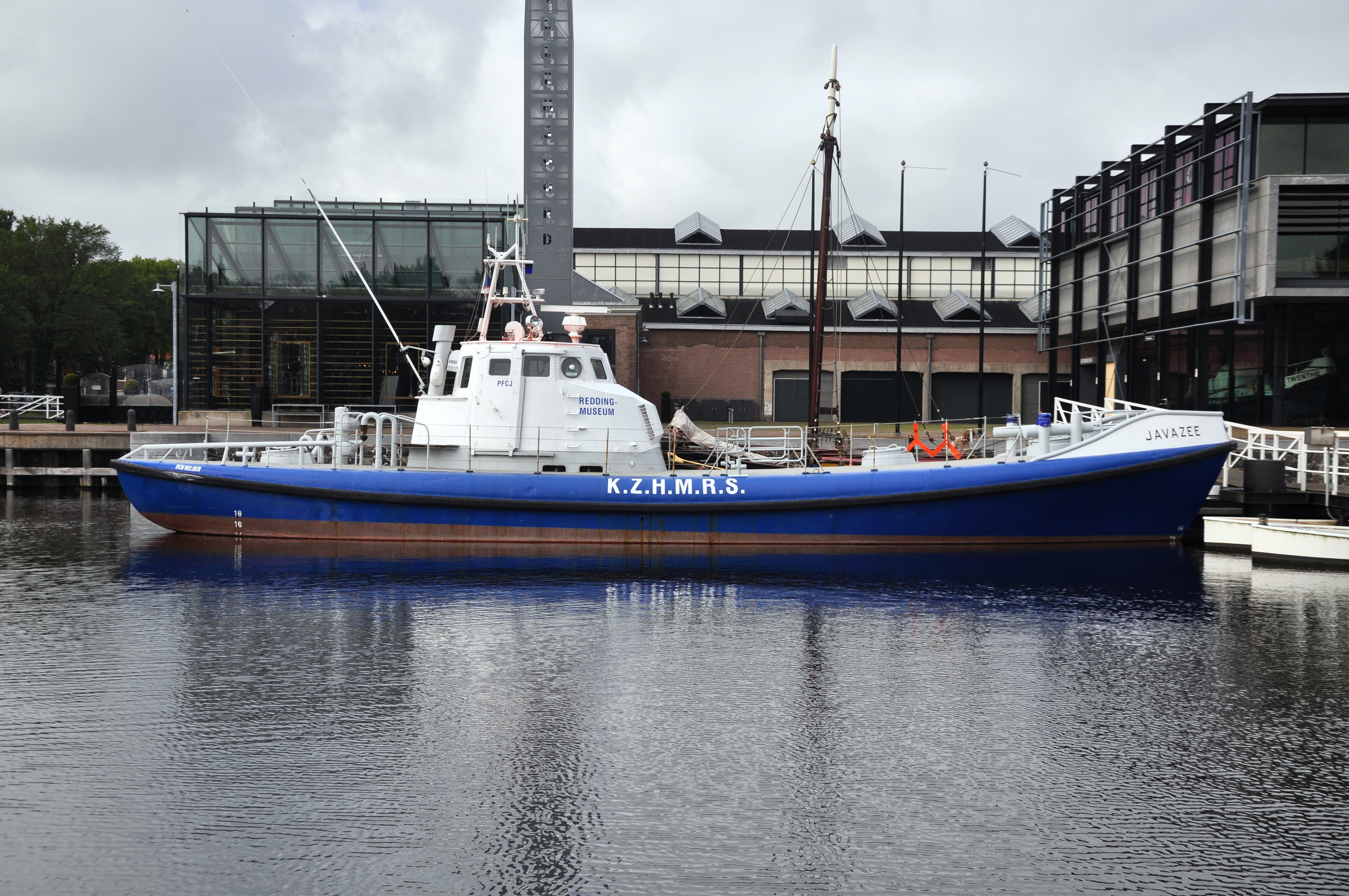
KNRM-reddingboot Javazee in het Nationaal Reddingmuseum Dorus Rijkers in Den Helder in 2013
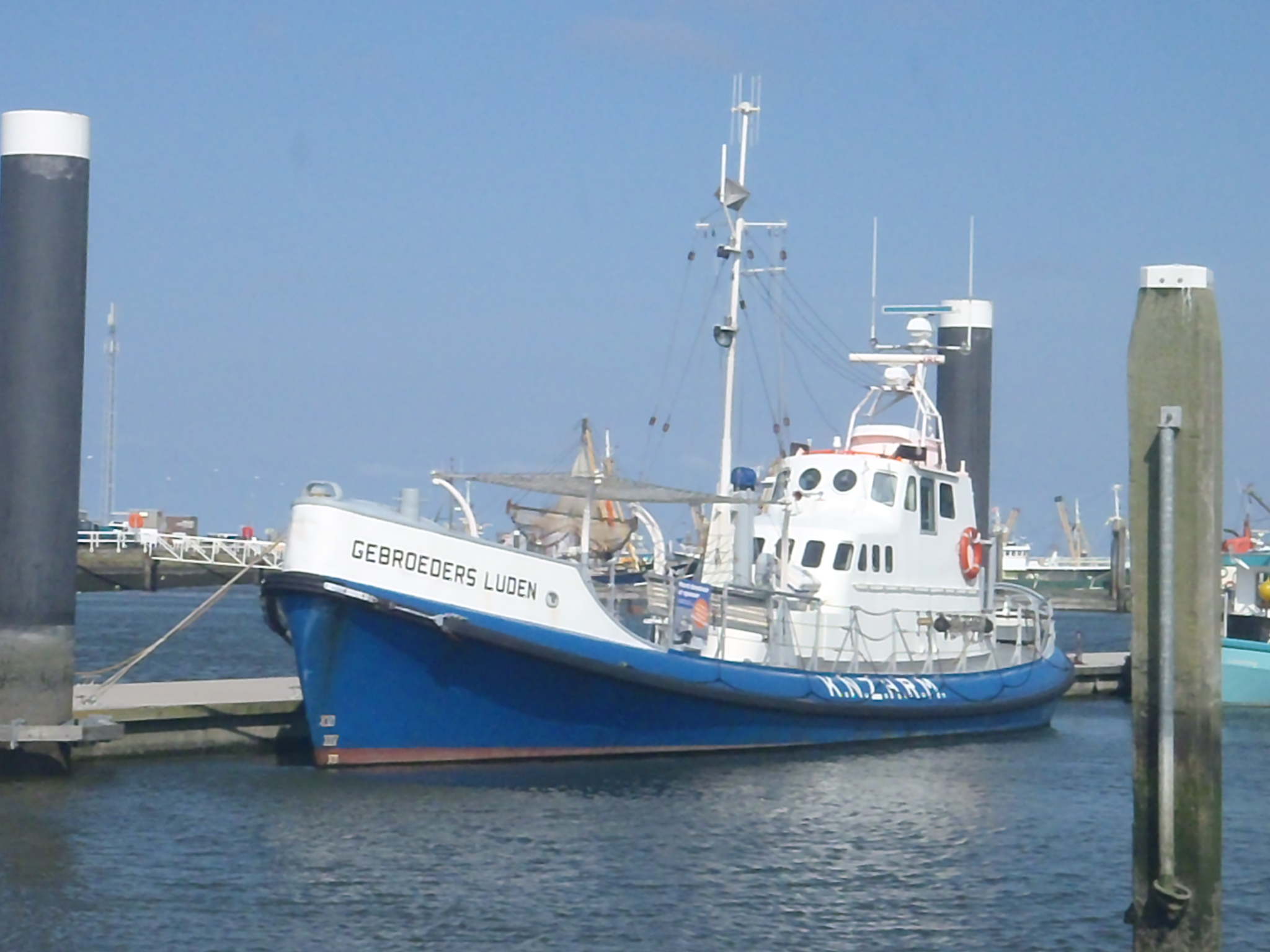
KNRM-reddingboot Gebroeders Luden bij de haven van Lauwersoog in 2005
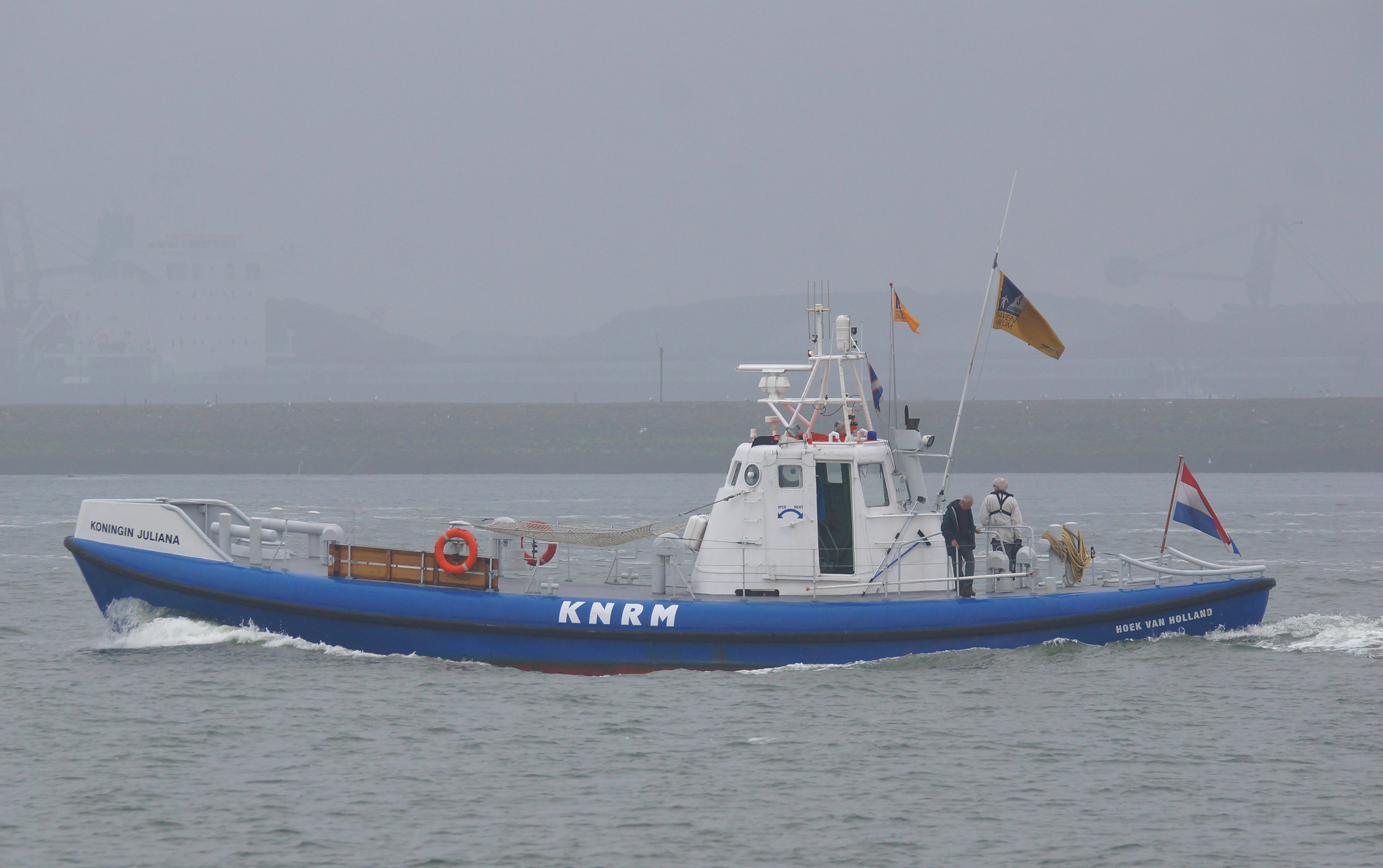
KNRM-reddingboot Koningin Juliana op de Nieuwe Waterweg in 2014
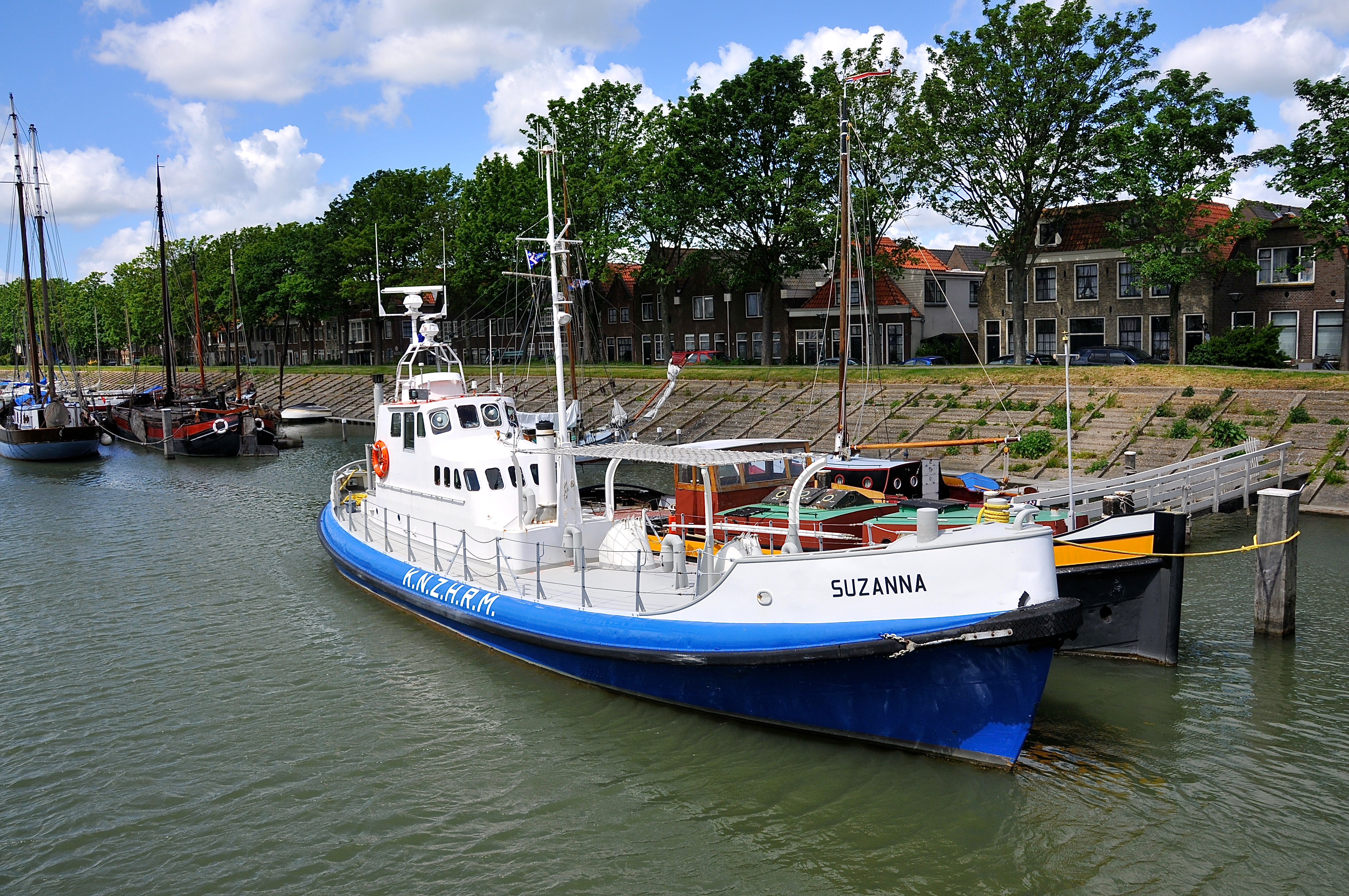
KNRM-reddingboot Suzanna in Hoorn in 2015
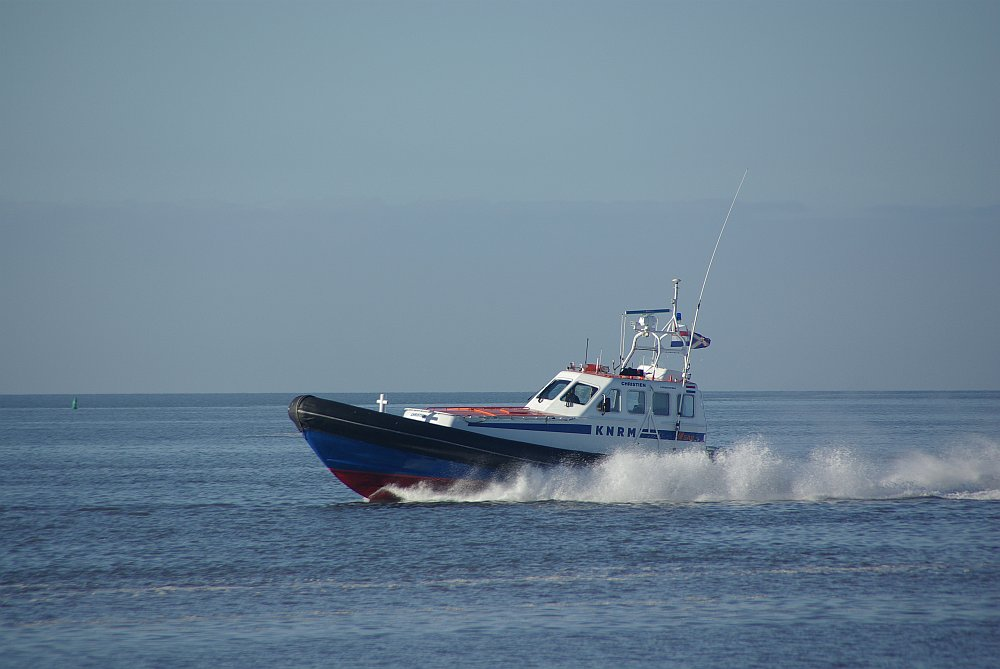
KNRM-reddingboot Christien op de Waddenzee bij Harlingen in 2007
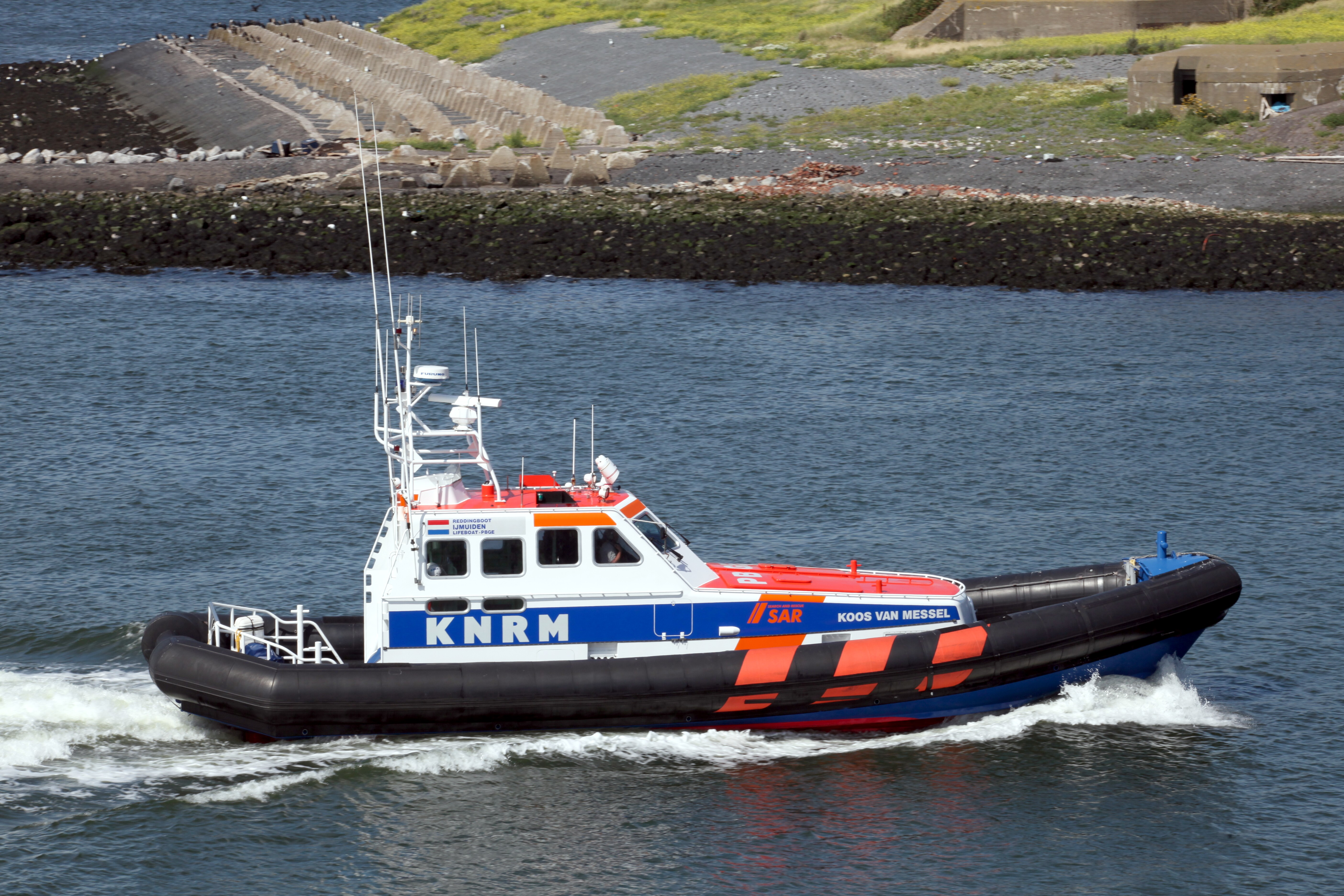
KNRM-reddingboot Koos van Messel in IJmuiden in 2010
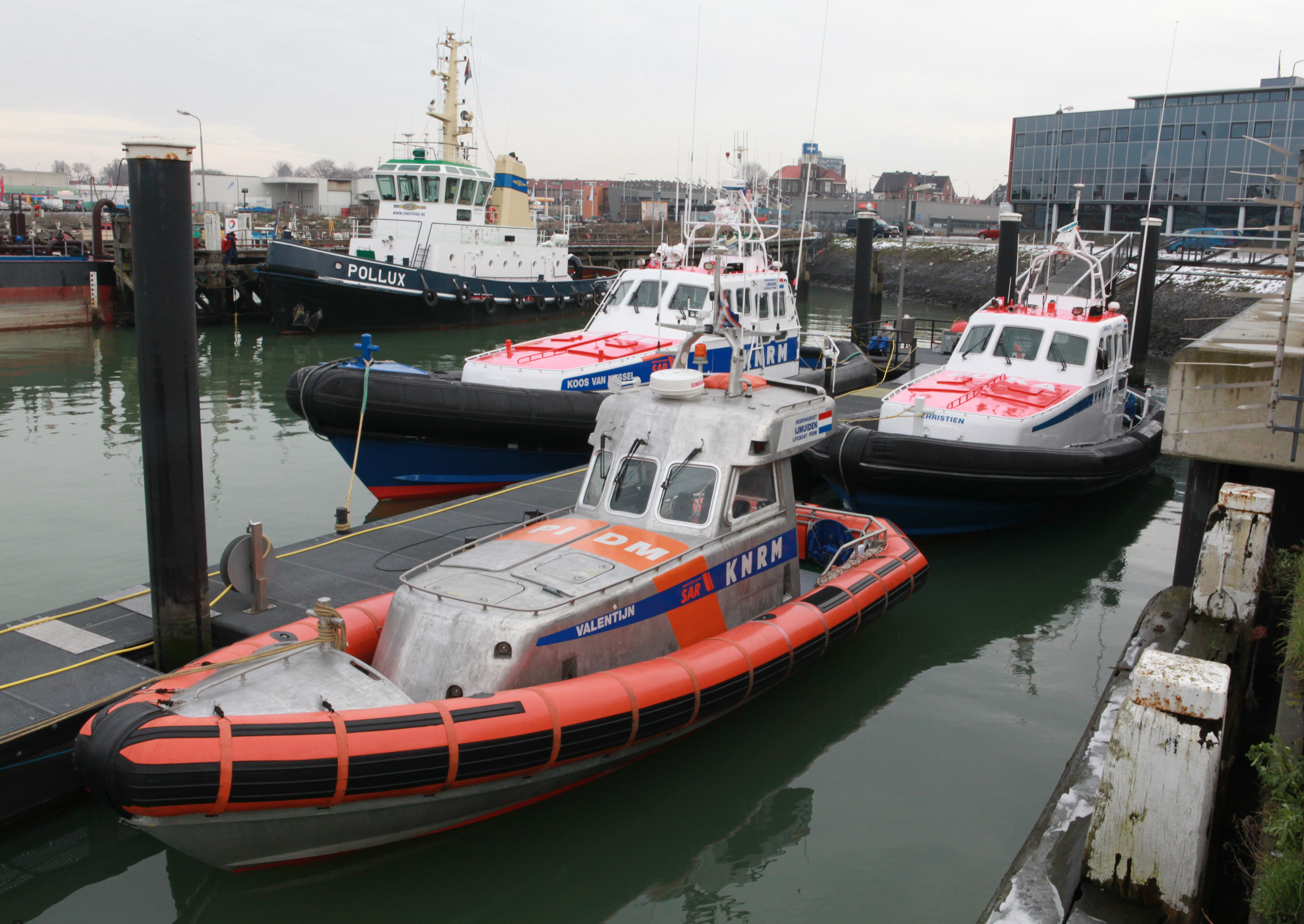
Reddingboten Valentijn, Christien en Koos van Messel in IJmuiden in 2009
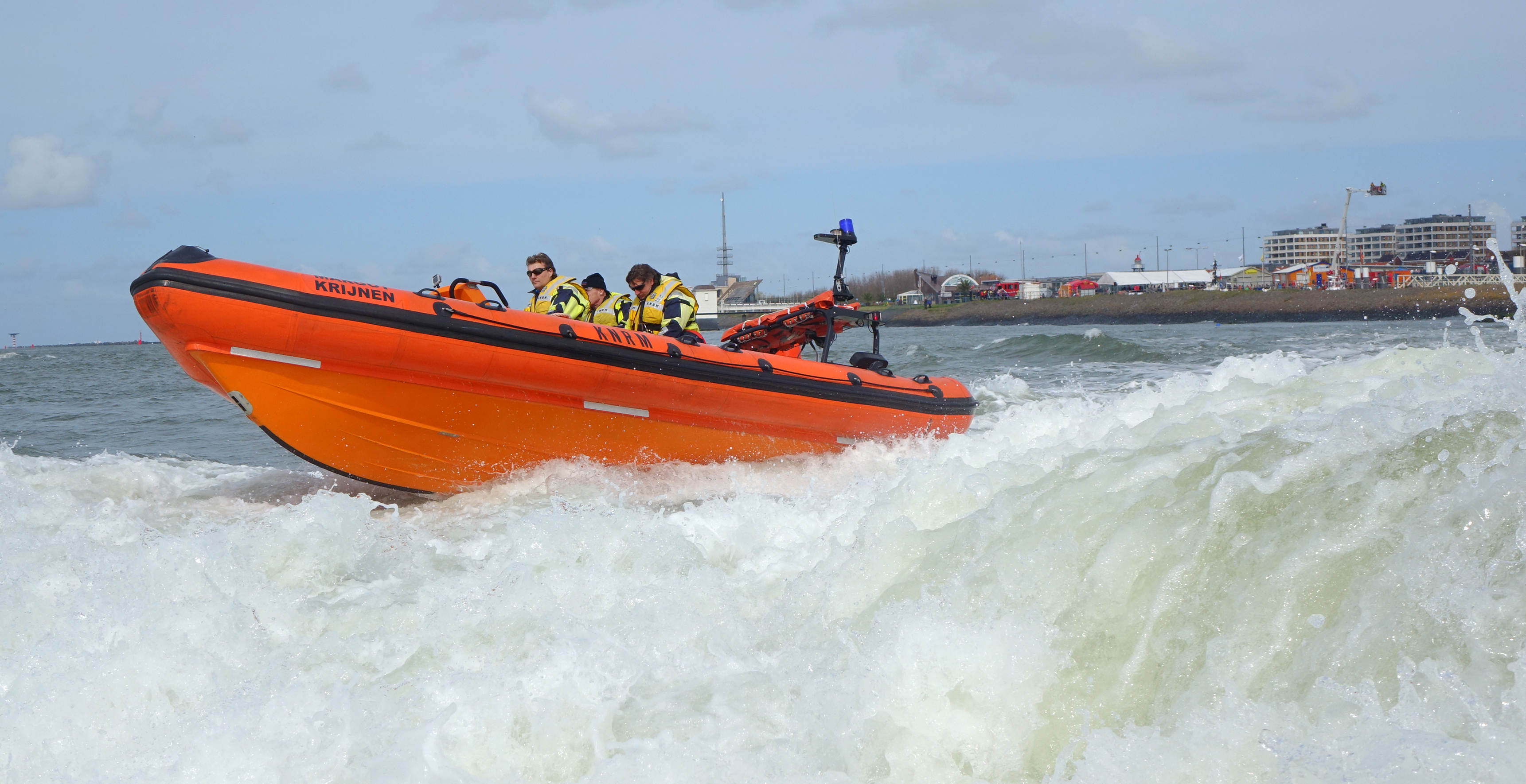
KNRM-reddingboot Margot Krijnen in Hoek van Holland in 2016
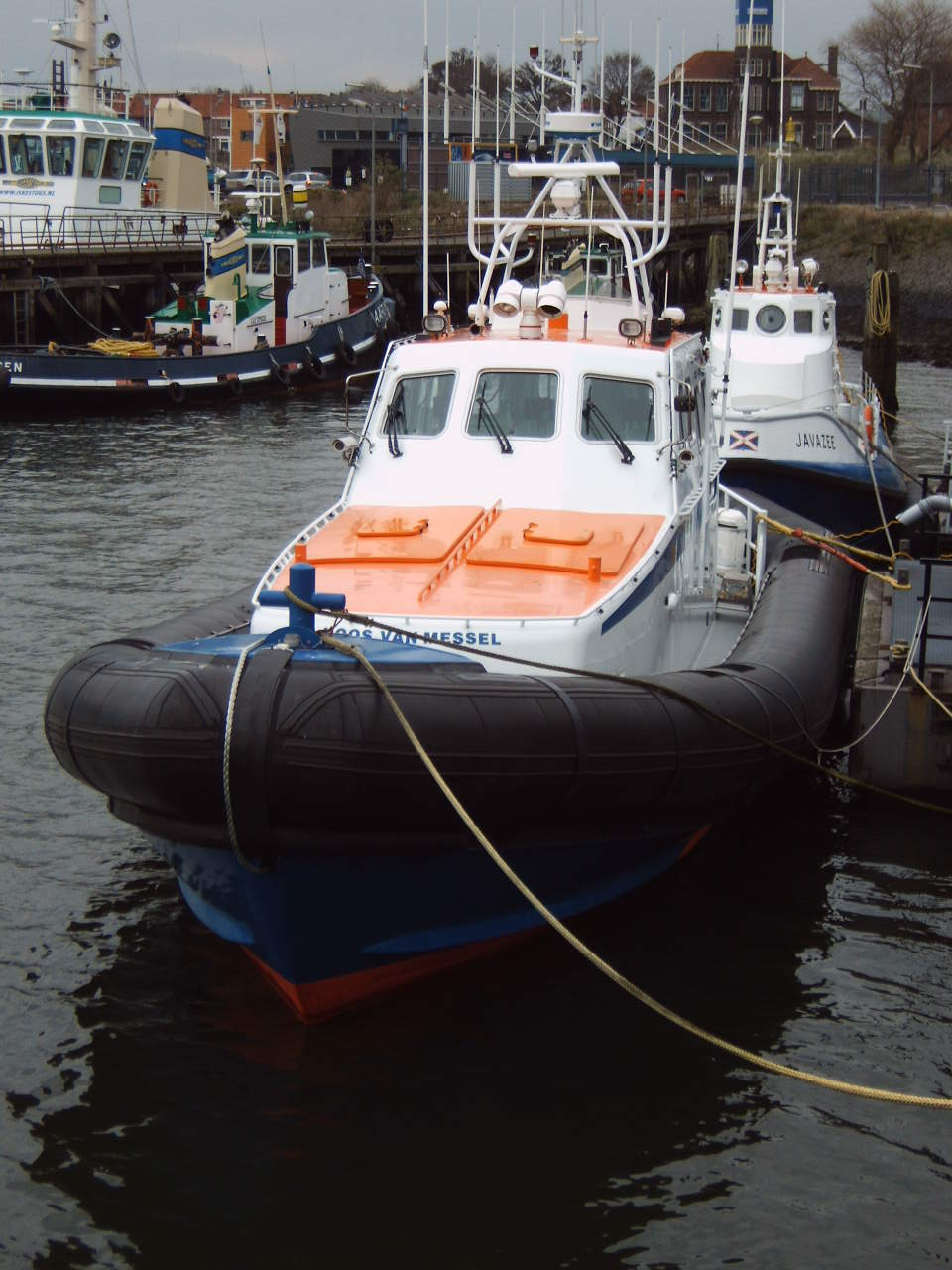
KNRM-reddingboot Koos van Messel van station IJmuiden
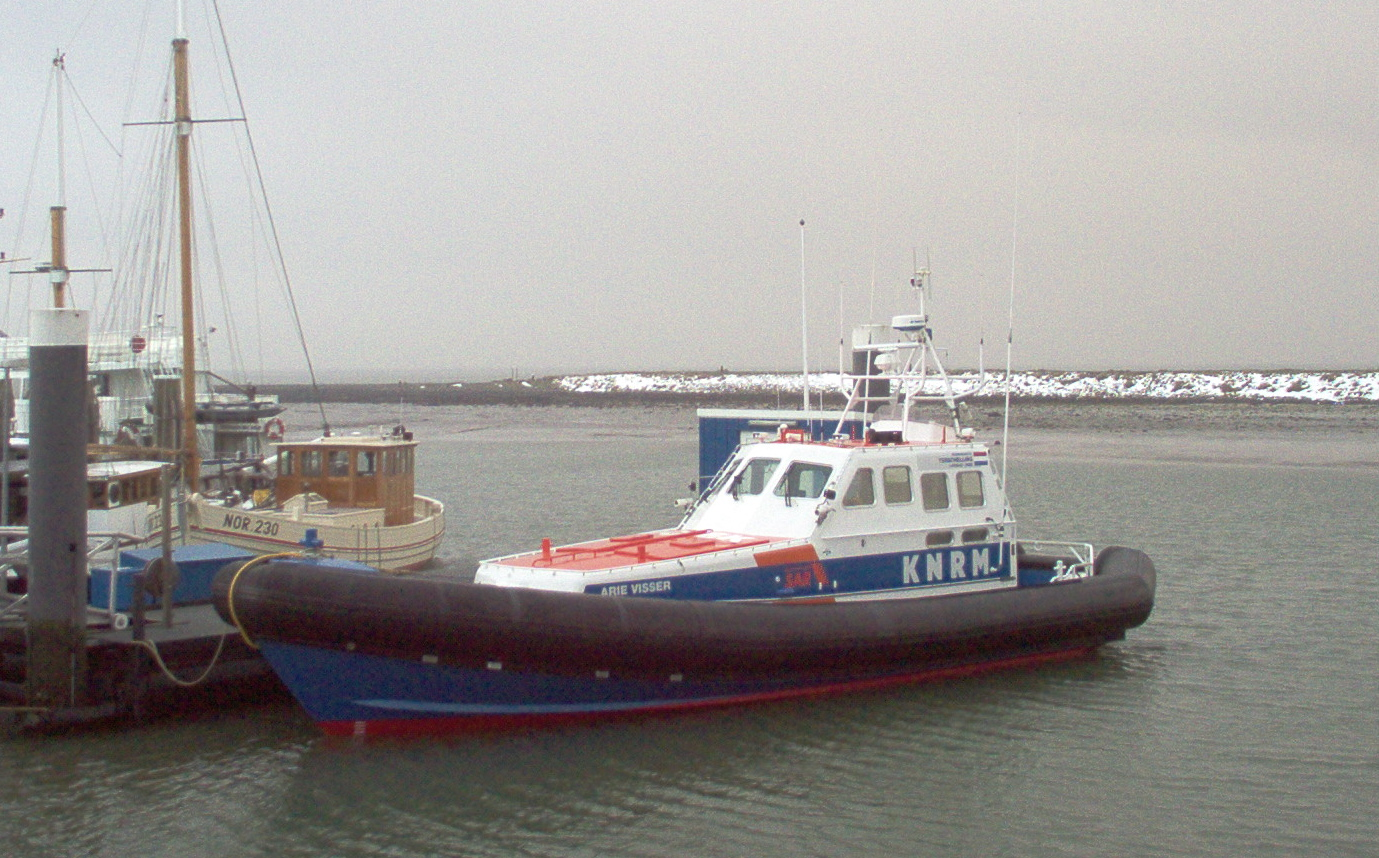
KNRM-reddingboot Arie Visser
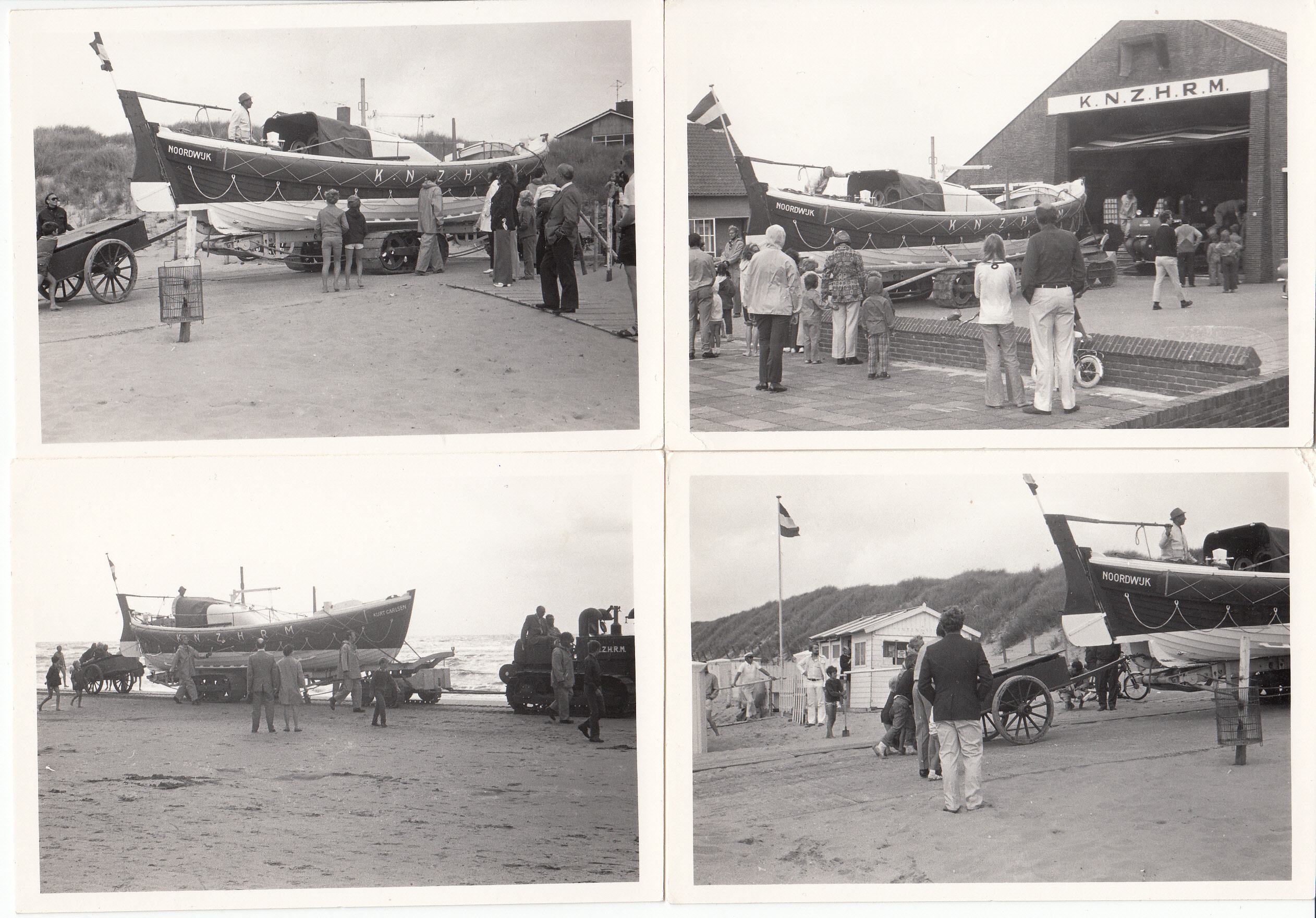
Kurt Carlsen, Noordwijk vier foto's, ca. 1973. Schip was in gebruik van 1953-1990.
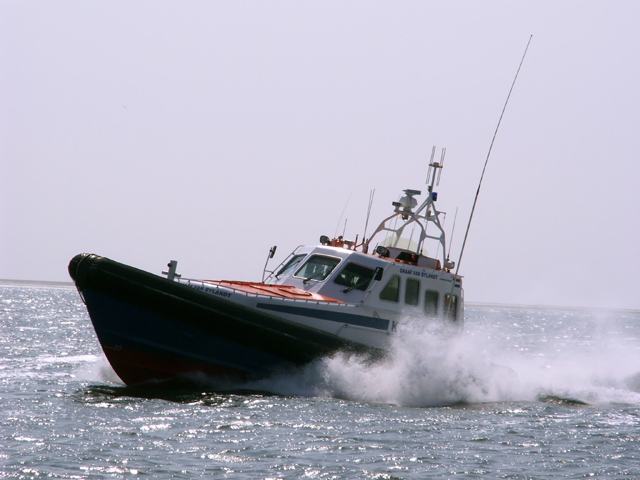
De Graaf van Bylandt, vernoemd naar Carel Jan Emilius van Bylandt